# Lebbeke
Lebbeke és un municipi belga de la província de Flandes Oriental a la regió de Flandes. Està compost per les seccions de Lebbeke, Denderbelle i Wieze.